# Nicolas Halbwachs
Nicolas Halbwachs, né le 12 juin 1953, est un informaticien français.
Il est titulaire d'une thèse d'État de l'Université de Grenoble, et directeur de recherches au CNRS, dans le laboratoire Verimag dont il a été le directeur.
Il est le co-inventeur du langage de programmation  Lustre, qui appartient à la catégorie des langages synchrones. En outre, Nicolas Halbwachs a travaillé sur la vérification automatique de programmes par des méthodes de model-checking et d'interprétation abstraite (sa thèse de troisième cycle portait sur l'interprétation abstraite à l'aide de polyèdres convexes, qu'il a développé avec son encadrant Patrick Cousot).
Il a reçu le Prix Monpetit de l'Académie des Sciences en 2004 avec son collègue Paul Caspi.
Il est le petit-fils du sociologue Maurice Halbwachs.